# Île Barren (Malouines)
Pour les articles homonymes, voir Île Barren (homonymie).
L'île Barren (en anglais Barren Island, en espagnol Isla Pelada) est une des îles Malouines (Falkland Islands).